# Хасон, Хасон
Хасо́н Хасо́н (вариант транскрипции: Хасун Хасун; ивр. חסון חסון‎, араб.  حسون حسون‎; род. 31 марта 1963, Далият-эль-Кармель, Израиль) — бригадный генерал запаса Армии обороны Израиля; в последней должности: Военный секретарь Президента Израиля (с июля 2008 по май 2017 года).

## Биография
Хасон Хасон родился в 1963 году в друзском городке Далият-эль-Кармель в Израиле в семье боевого офицера Фахри Хасона, служившего в друзском батальоне Армии обороны Израиля, первого друза, поступившего на офицерские курсы армии после введения воинской обязанности для друзов в Израиле и Амиры Хасон.

### Военная карьера
В ноябре 1981 года Хасон был призван на службу в Армии обороны Израиля. Начал службу в 51-м батальоне бригады «Голани» (при комбате Габи Ашкенази). Прошёл Ливанскую войну 1982 года в должности «магиста» (пулемётчика), участвовал в боях в окрестностях замка Бофор и хребта Али-Тахер, в захвате городов Бхамдун и Бейрут.
Затем с отличием окончил курсы командиров отделений, занимался инструктажем и вышел на офицерские курсы, после чего был назначен командиром взвода, а затем и командиром роты в 17-м батальоне бригады «Голани». Затем Хасон занимался инструктажем в Офицерской школе армии, после чего был предназначен вернуться на должность заместителя командира батальона в бригаде «Голани», однако на его профиль — офицера с боевым опытом, говорящего на родном арабском языке — обратили внимание в Управлении разведки Генштаба армии. Хасон был переведён на службу в секретном оперативном подразделении Управления разведки, служба Хасона в котором в различных оперативных и командных должностях продолжалась с перерывами до 2008 года.
В начале 90-х годов, в период Первой палестинской интифады, исполнял также должность заведующего спецоперациями (ивр. קמ"ם‎) в территориальной дивизии Иудеи и Самарии.
За время службы Хасон был удостоен Знака отличия Командующего округом.
С 2001 по 2004 год служил в Контртеррористическом бюро (ивр. המטה ללוחמה בטרור‎) в Министерстве премьер-министра Израиля. Затем вышел на учёбу в Колледже национальной безопасности Армии обороны Израиля, окончил учёбу в 2007 году.

### В должности Военного секретаря Президента
1 июля 2008 года Хасон был назначен Военным секретарём Президента Израиля, сменив на посту бригадного генерала Шимона Хефеца. Стал первым друзом на этом посту. Две недели спустя был повышен в звании до бригадного генерала.
В этой должности Хасон значительно укрепил связи офиса Президента с вооружёнными силами. Президенту стали передаваться разведданные, участились рабочие встречи Президента с главами армии и разведслужб.
В Доме Президента был основан круглосуточно работающий оперативный пункт.
Хасон, назначенный на пост в ходе президентского срока Шимона Переса, оставался на посту и после вступления на должность Президента Израиля Реувена Ривлина в июле 2014 года. 31 мая 2016 года Хасон передал должность своему преемнику полковнику Боазу Хершковицу накануне выхода в запас из армии.

### После выхода в запас
В январе 2019 года была опубликована информация о намерении представить Хасона в первой десятке кандидатов в избирательном списке партии «Хосен ле-Исраэль» под руководством бывшего Начальника Генштаба армии Бени Ганца на парламентских выборах в кнессет 21-го созыва. Однако в феврале 2019 года было опубликовано, что Хасон отклонил предложение представить свою кандидатуру на выборах, решив сфокусироваться на продолжении начатой после выхода в запас из армии деловой деятельности с бизнес-партнёрами из Канады, Китая, Арабских Эмиратов и Саудовской Аравии.
В рамках деловой деятельности Хасон учредил и стал генеральным директором компании Z.K.H Zim Global Ltd, продвигающей предпринимательские проекты в странах Ближнего Востока. Также входит в число партнеров израильского венчурного фонда Takwin Ventures, инвестирующего в технологические стартап-компании, учреждённые израильскими арабами, и израильского венчурного фонда NevaTeam, инвестирующего в компании в сфере передовых агротехнологий. С 2019 года также возглавляет правление группы компаний Highbreed по выращиванию и производству медицинского каннабиса.
Также входит в состав совета директоров интерната «Мидрешет Сде-Бокер».
Состоит в движении «Ха-Битхонистим», призывавшем, помимо прочего, к аннексии Израилем Западного берега реки Иордан.

### Образование и личная жизнь
За время службы в армии Хасон получил степень бакалавра юриспруденции Междисциплинарного центра в Герцлии (ныне Университет имени Райхмана), а также окончил учёбу в Колледже национальной безопасности Израиля с получением степени магистра в области политологии Хайфского университета. В июле 2021 года Хасону было присвоено звание почётного доктора Междисциплинарного центра в Герцлии.
Женат с 25 лет на Инам Хасон (урождённой Мансур, дочери Камаля Мансура, одного из видных государственных деятелей из среды друзской общины Израиля), ответственной за взаимодействие с органами власти в Электрической компания Израиля.
Отец четверых детей (старшие сыновья Даниэль и Эяль, дочь Дана и младший сын Раз). По данным на июль 2021 года старший сын Хасона, Даниэль, занимался предпринимательской деятельностью, сын Эяль служил офицером в отборном подразделении армии, дочь Дана находилась на учёбе на степень магистра юриспруденции и государственного управления в Междисциплинарном центре в Герцлии накануне начала стажировки в Государственной прокуратуре, а сын Раз служил солдатом в отборном подразделении армии.
В течение семи лет семья Хасона жила в кибуце Бахан, затем вернулась в Далият-эль-Кармель.

## Публикации
- תא"ל חסון חסון צבא של איש אחד ישראל היום, 30.9.16 (Бригадный генерал Хасон Хасон, «Армия из одного человека», «Исраэль ха-йом» (30.9.16) (Архивировано 26 ноября 2022 года.) — Хасон о Президенте Шимоне Пересе (иврит)
- תא"ל (מיל') חסון חסון אנחנו הדרוזים מדינת ישראל, ומדינת ישראל היא אנחנו ישראל היום, 28.7.24 (Бригадный генерал запаса Хасон Хасон, «Мы — израильские друзы, Государство Израиль — это мы», «Исраэль ха-йом» (28.7.24) (Архивировано 12 октября 2024 года.) (иврит)
- תא"ל (מיל') חסון חסון על ישראל לנצל את ההזדמנות בלבנון — ולשנות את המזרח התיכון ישראל היום, 7.10.24 (Бригадный генерал запаса Хасон Хасон, «Израиль обязан воспользоваться возможностью в Ливане и изменить Ближний Восток», «Исраэль ха-йом» (7.10.24) (Архивировано 12 октября 2024 года.) (иврит)